# Crematoxenini
Crematoxenini (лат.) — триба мирмекофильных коротконадкрылых жуков из подсемейства Aleocharinae. Неотропика. Включает 11 родов и 18 видов.

## Описание
Мелкие коротконадкрылые жуки. Для представителей этой трибы характерна следующая комбинация признаков: формула члеников лапок 4-5-5; передний край брюшного IV стернита с хорошо развитыми железистыми резервуарами; основание брюшка сильно сужено, образуя отчетливый муравьевидный «петиоль» у большинства таксонов; переднеспинка без отчетливой срединной борозды. Seevers (1978) также отметил, что мезококсальные впадины не окаймлены. Большинство из них также имеют следующие характеристики Lomechusini: мезостернальный отросток очень короткий, почти не простирается между полостями тазика; метастернальный отросток очень длинный, простирается между тазиками почти до середины тазиков и более. Мирмекофильная группа, связанная с кочевыми муравьями Нового Света: Neivamyrmex.

## Систематика
Триба Crematoxenini включает 11 родов и около 18 видов, известных из Неотропического региона (США, Мексика, Коста-Рика, Аргентина, Бразилия) и связанных с кочевыми муравьями рода Neivamyrmex (Ecitoninae). В описании новой трибы Манн (1921) уже упоминал о её близком родстве с трибой Myrmedoniini (=Lomechusini). На самом деле непросто отделить Crematoxenini от Lomechusini (Ashe, 2001), хотя два его наиболее своеобразных рода (Pulicomorpha Mann, 1924 и Beyeria Fenyes, 1910) когда-то были выделены как возможные представители другого подсемейства Staphylinidae, Pulicomorphinae (Sanderson, 1943) (ныне синоним Crematoxenini). В молекулярном исследовании Маруямы и Паркера (2017) Crematoxenini были представлены четырьмя родами и сформировали кладу, которая также включала неидентифицированные виды Ecitopora Wasmann, 1887 (Athetini incertae sedis) и была сестринской к псевдоломехузинам Нового Света. Члены Crematoxenini не имеют удлиненных галеа и лациний, как у Lomechusini Нового Света. Морфология ротового аппарата и форма тела Crematoxenini весьма разнообразны, что в настоящее время не позволяет удовлетворительно определить группу морфологически (Maruyama & Parker, 2017).
В 2021 году в ходе филогенетического анализа триб из подсемейства Aleocharinae таксон Mimecitini был включен в состав крупнейшей клады триб APL (Athetini — Pygostenini — Lomechusini; 22 трибы, 8990 видов), которая в свою очередь образует сестринскую группу с кладой MPO (Myllaenini- Pronomaeini- Oxypodinini; 9 триб, 714 видов).
- Beyeria Fenyes, 1910[7] (=Acamatoxenus)
- Crematoxenus Mann, 1921[8]
- Cryptomimus Reichensperger, 1926[9]
- Diploeciton Wasmann, 1923[10]
- Ecitosius Seevers, 1965[11]
- Ecitotima Seevers, 1965
- Neivaphilus Jacobson & Kistner, 1992[2]
- Neobeyeria Jacobson, Kistner & Abdel-Galil, 1987[12]
- Philacamatus Bruch, 1933[13]
- Probeyeria Seevers, 1965[12]
- Pulicomorpha Mann, 1924[14]